# کنیسه دوشنبه
کنیسهٔ دوشنبه (روسی: Душанбинская синагога)، همچنین به عنوان کنیسهٔ بخاریان (روسی: Бухарская синагога)، واقع در دوشنبه، پایتخت تاجیکستان، در سدهٔ نوزدهم در یکی از دو منطقهٔ یهودی‌نشین در دوشنبه در آن زمان ساخته شد. این بخشی از مجموعهٔ جامعهٔ یهودیان بود که شامل ساختمان‌های آیینی و یک مدرسه نیز بود. در فوریهٔ ۲۰۰۶، دولت تاجیکستان تخریب محوطهٔ جامعهٔ یهودیان را به عنوان بخشی از طرح بازآفرینی شهری که برای ایجاد محل اقامت جدید ریاست جمهوری، کاخ ملل، با مناطق محوطه‌ای منظره طراحی شده بود، آغاز کرد. تخریب کنیسه به دلیل اعتراضات بین‌المللی و اقدامات پی در پی دادگاه تا اواخر ژوئن ۲۰۰۸ به تعویق افتاد، در حالی که سرانجام ساختمان قدیمی ویران شد.

## ساختمان پیشین کنیسه
این کنیسه توسط جامعه یهودی بخارایی در پایان سده نوزدهم ساخته شد و در سال ۱۹۲۰ توسط شوروی تصرف و در سال ۱۹۵۲ ملی شد. در سال ۱۹۵۸ مجدداً به جامعه یهودیان اجازه دسترسی به ساختمان داده شد، اگرچه این زمین در دست دولت باقی مانده بود (همان‌طور که تمام زمین‌ها در تاجیکستان دولتی بودند و هستند). این کنیسه پس از استقلال تاجیکستان در سال ۱۹۹۱ و در طول جنگ داخلی آن از سال ۱۹۹۲ تا ۱۹۹۷ فعالیت می‌کرد. در سال ۱۹۹۵ در حادثه ای که شامل سرقت از خانه‌های یهودیان نیز بود، تخریب شد.
در ماه مه ۲۰۰۳، جامعه یهودی نامه رسمی دریافت کرد که به آنها دستور می‌داد تا ژوئیه همان سال ساختمانها، از جمله کنیسه را تخلیه کنند. تخریب، که در ابتدا برای سال ۲۰۰۴ برنامه‌ریزی شده بود، در اوایل فوریه ۲۰۰۶ با تخریب میقوه، یا حمام تشریفاتی، قصاب کوشر و کلاس‌های جامعه آغاز شد. تخریب کنیسه به دلیل اعتراضات بین‌المللی و یک سری اقدامات دادگاه تا ژوئن ۲۰۰۸ به تأخیر افتاد. این کنیسه سرانجام در ۲۲ ژوئن ۲۰۰۸ تخریب شد.

## جنجال بر سر تخریب کنیسه قدیمی

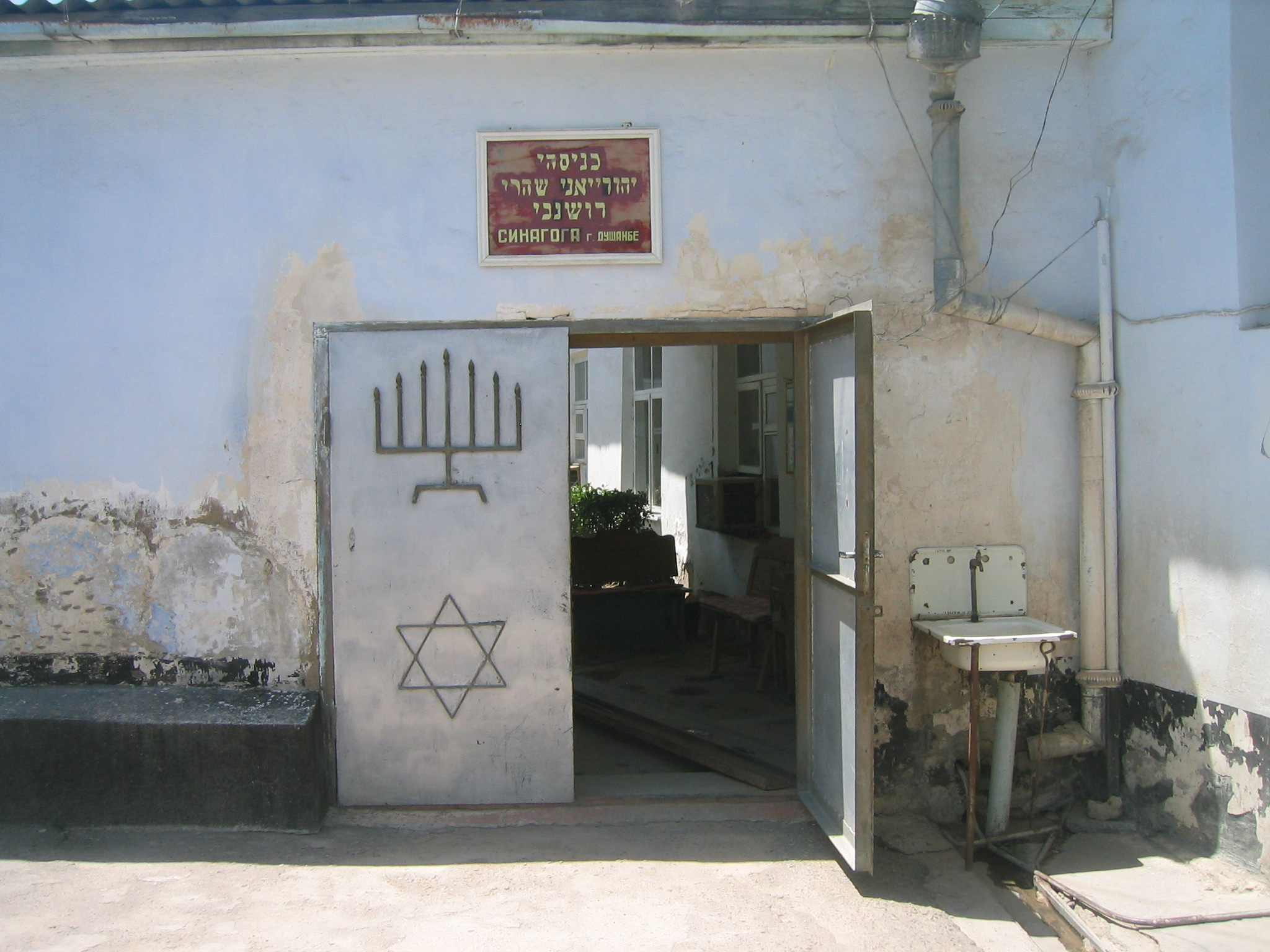
کنیسه قدیمی، دوشنبه (ورودی اصلی)، ژوئن ۲۰۰۶

دولت دستور داد که کل محوطه جامعه یهودیان، از جمله کنیسه مطابق با برنامه‌های بازسازی مرکز شهر، به ویژه ساخت کاخ ملل احاطه شده توسط محوطه‌های منظره گسترده، تخریب شود. در زمان شروع تخریب، کنیسه یک عبادتگاه فعال بود که به جامعه کوچک یهودی دوشنبه (۱۵۰ تا ۳۵۰ یهودی) خدمت می‌کرد. این آخرین کنیسه باقی مانده در تاجیکستان بود. در حالی که دولت استدلال می‌کرد که این ساختمان از نظر تاریخی اهمیت ندارد و می‌تواند مطابق با نیازهای برنامه‌ریزی شهر تخریب شود، جامعه یهودی اظهار داشت که، به عنوان آخرین نمازخانه یهودی باقی مانده در کشوری که اقامت یهودیان حداقل دو هزار سال، این ساختمان از اهمیت تاریخی قابل توجهی برخوردار بود. مالکیت ساختمان نیز مورد اختلاف بود. جامعه یهودی گزارش داد که اسنادی از مالکیت اصلی (قبل از شوروی) خود بر این ساختمان و خرید زمینی که کنیسه در آن ساخته شده بود، دارد. از طرف دیگر، مقامات شهرداری دوشنبه استدلال کردند که دولت از زمان ملی شدن در سال ۱۹۵۲ توسط مقامات اتحاد جماهیر شوروی، مالک زمین و ساختمان است.

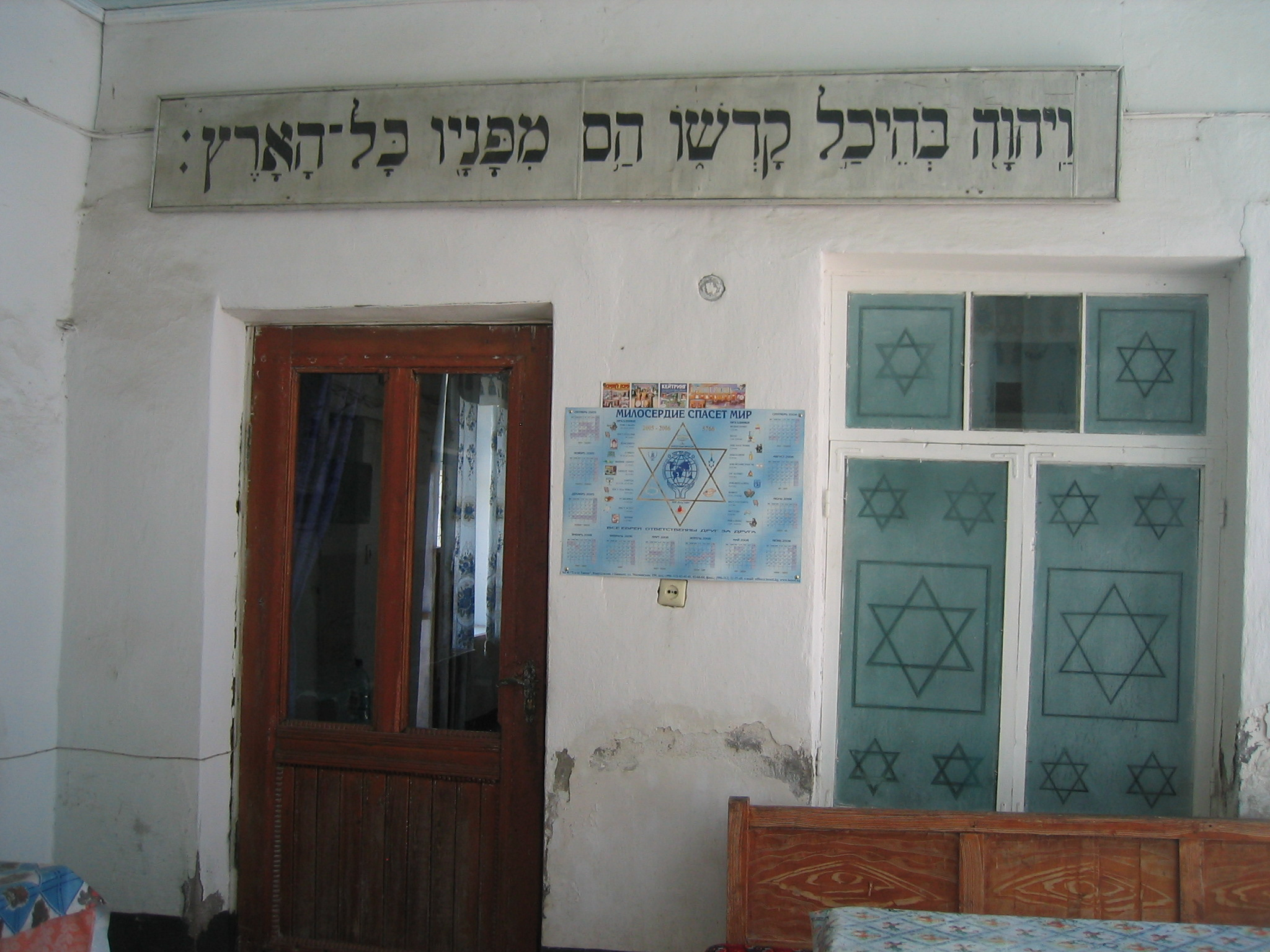
کنیسه قدیمی، دوشنبه (حیاط)، ژوئن ۲۰۰۶

در سال ۲۰۰۴، خاخام ارشد آسیای میانه، خاخام آبراهام دووید گورویچ، موضوع یهودستیزی را مطرح کرد و اشاره کرد که احتمال ایستادن کنیسه در کنار کاخ ملل موجب خجالت مقامات خواهد شد اما دولت آمریکا دپارتمان موضوع را به عنوان «بوروکراتیک و نه ایدئولوژیک» مطرح کرد. یونسکو در سال ۲۰۰۴ نامه ای به دولت تاجیکستان نوشت که تخریب کنیسه «در تضاد با استانداردهای بین‌المللی برای حفاظت از میراث فرهنگی» است. بی‌بی‌سی در سال ۲۰۰۶ گزارش داد که «مخالفان تخریب توسط مقامات تهدید شده‌اند و بیشتر جماعت می‌ترسند که صحبت کنند».
در مارس ۲۰۰۶ برای مدت کوتاهی به نظر می‌رسید که دولت تاجیکستان تصمیم آنها را لغو کرده‌است و به جامعه یهودی اجازه می‌دهد کنیسه را در مکان کنونی نگه دارد. در ماه مه ۲۰۰۶، اما اعلام شد که کنیسه در «یک مکان مناسب نو در مرکز شهر» بازسازی می‌شود. هنوز هم، جامعه یهودی دوشنبه، با تشویق افکار عمومی بین‌المللی، به تلاش‌های خود برای نجات کنیسه قدیمی در مکان اصلی ادامه داد، اما در ژوئن ۲۰۰۸، دادگاه‌های شهرداری دوشنبه سرانجام حکم دادند که تخریب کنیسه قدیمی طبق دستورالعمل پیش می‌رود.
اگرچه دولت از جبران خسارت بنا به جامعه یهودیان امتناع می‌ورزد، اما زمینی به مساحت ۱۵۰۰ متر مربع را برای ساخت کنیسه جدید در حاشیه رودخانه دوشانبینکا در منطقه شهرداری فیرداوسی در غرب شهر اختصاص داده‌است. . در پایان ژوئن ۲۰۰۸، بلافاصله پس از تخریب کنیسه قدیمی، لو لوویف، رئیس فدراسیون جوامع یهودی کشورهای مستقل مشترک‌المنافع (FJC)، هنگام بازدید از دوشنبه تأیید کرد که ساخت یک کنیسه در سایت جدید به زودی با حمایت مالی FJC، کنگره یهودی بخاریان و اهدا کنندگان خصوصی آغاز خواهد شد.

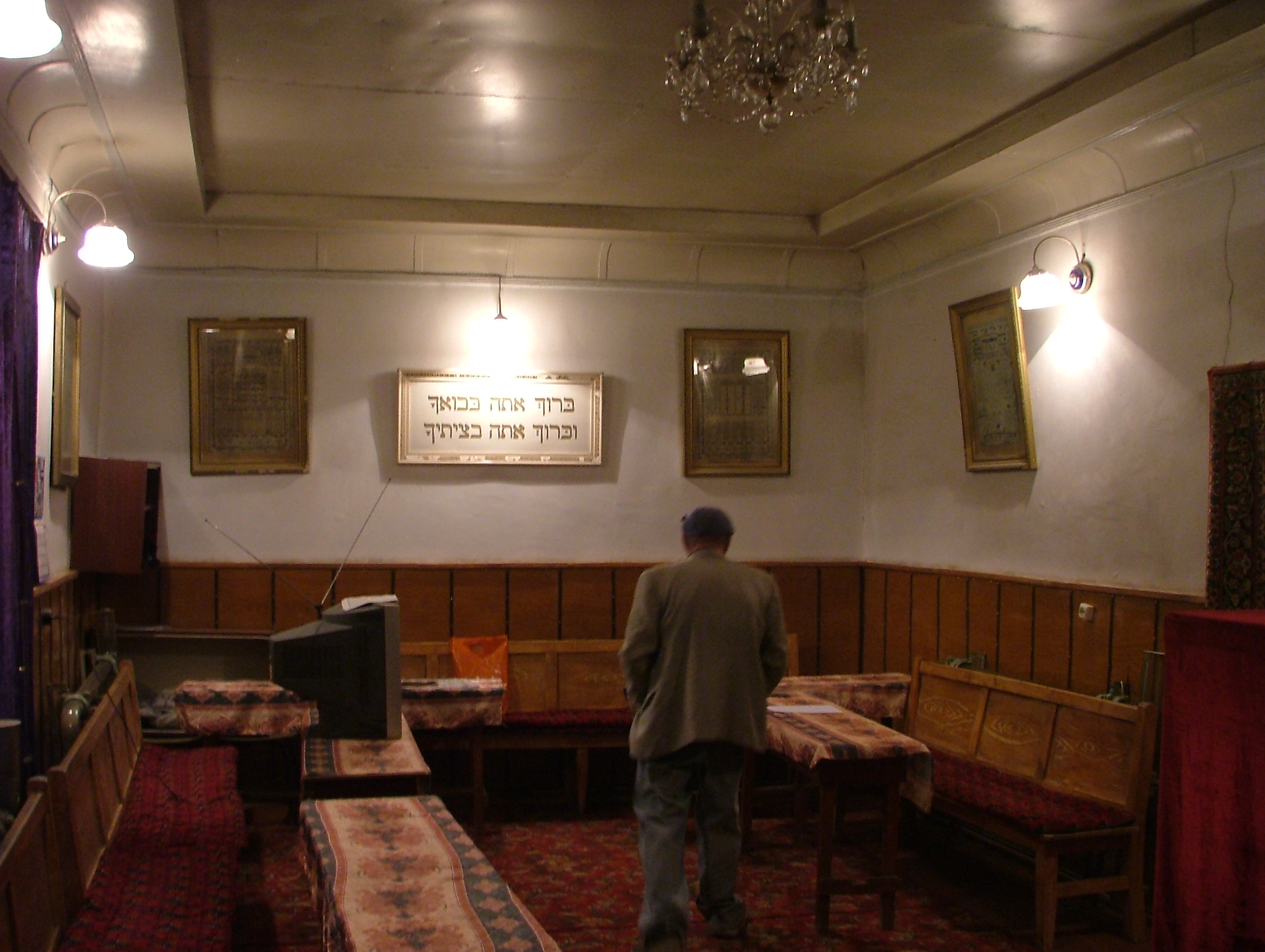
سالن اجتماعی کنیسه دوشنبه در مارس ۲۰۰۸، کمی قبل از تخریب.

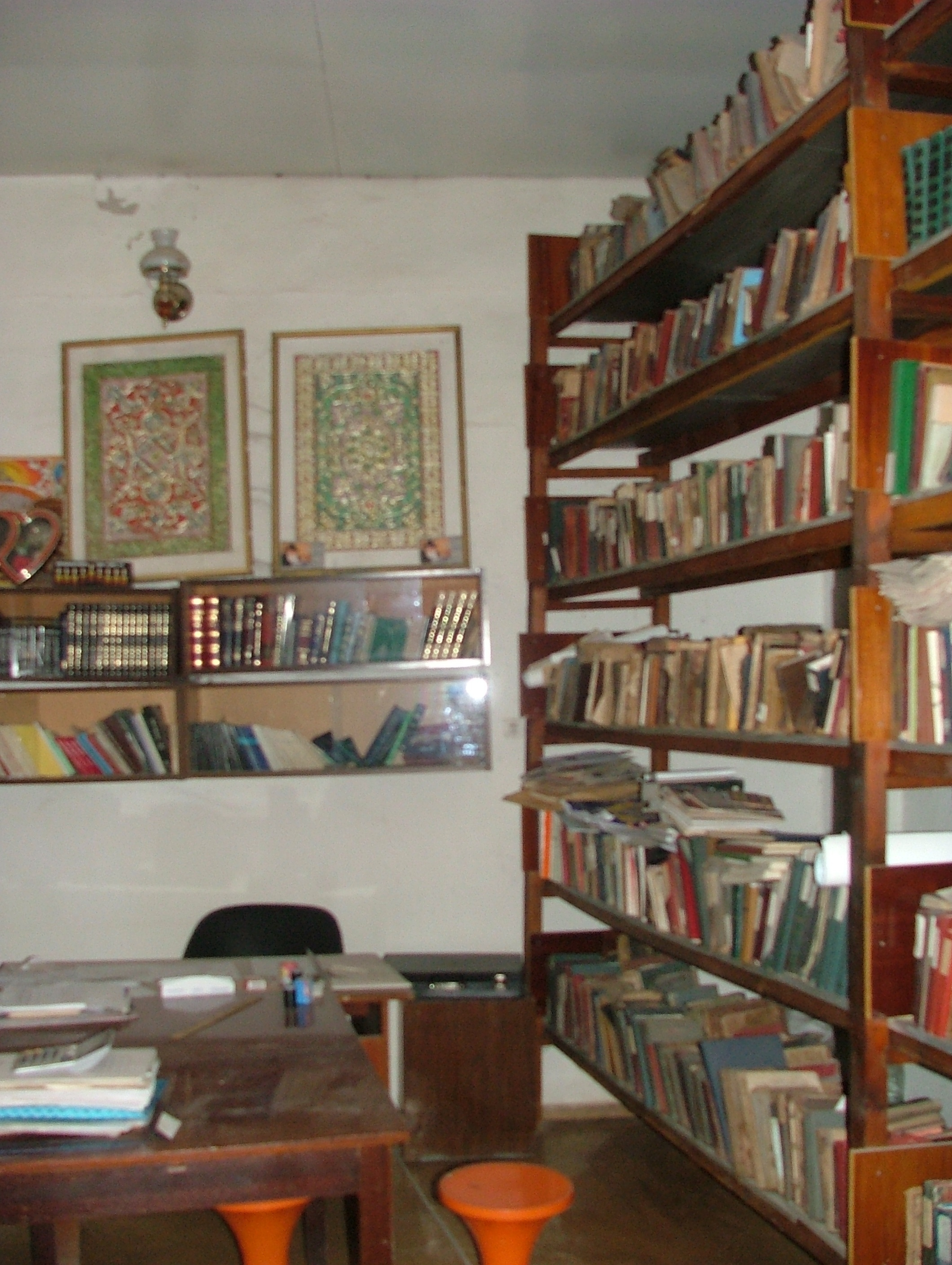
کتابخانه کنیسه

## کنیسه نو دوشنبه
کنیسه دوشنبه نو در ۴ مه ۲۰۰۹ در یک ساختمان موجود که توسط حسن اسدالله زودا، تاجر تاجیک و برادر همسر امامعلی رحمان رئیس‌جمهور اهدا شده بود، افتتاح شد. در مراسم افتتاحیه سفیر آمریکا تریسی آن جاکوبسون، معاون وزیر فرهنگ تاجیکستان، ماولون مختوروف و امام حبیب‌الله اعظمخونف حضور داشتند.